# Капёж
Капёж — скапливание воды в пещерах и горных выработках.
Капёж образуется в результате просачивания подземных вод через кровлю в виде рассеянных притоков или из-за конденсации водяного пара на поверхности выработки при активном поступлении вентиляционного воздуха. Конденсация водяного пара особенно выражена в соляных выработках. Капежи, обеспечивающие интенсивность притока воды в очистные забои до 3 м³/ч, относятся к слабым локальным. Если интенсивность достигает 8 м³/ч, капёж характеризуется как сильный повсеместный.
Капёж отрицательно влияет на условия работы в шахте. Из-за него сокращаются эффективные сроки эксплуатации техники и крепи, ухудшается несущая способность грунта и устойчивость пород. Создаваемая капежом повышенная влажность создаёт дополнительный дискомфорт при работе в выработке. Наличие капежа в соляных выработках может служить свидетельством деформации горного массива.
Основной мерой защиты от капежа является водозащита выработок.